# Drag queen
Drag queen er en mandlig entertainer, der underholder i tøj og makeup associeret med det kvindelige køn. Showet er ofte komisk og satirisk med både sang og dans.

## Danske forhold
I Danmark er de mest kendte drags Thomas Bickham, Peter Andersen, Tinus De Schunard og Megan Moore.[kilde mangler] I 2007 vandt Peter Andersen som DQ Dansk Melodi Grand Prix med sangen Drama Queen. 
Drag shows kan I dag opleves på Draghouse i Vega, Natklubben GAY Copenhagen, Richter i Gladsaxe og til diverse konkurrencer i Danmark. 
Frøken Verden var indtil 2013 en drag konkurrence, der parodierede en klassisk skønhedskonkurrence.   
Hver oktober finder danmarks længste drag konkurrence sted i Odense. Showet hedder Nattens Dronning og har de sidste mange år fundet sted i Magasinet i Odense. Til showet skal de optrædende drags dyste i to kategorier: 
- look-a-like, hvor de skal ligne en kendis fra et tema, de har fået.
- fantasi, hvor de skal lave og sammensætte et show, som ofte bygger på en film, et eventyr eller en historie. Vinderen blev i 2017 Helena Heavensky.